# Whippet
Whippet[Nota] é uma raça de cães do tipo lebréu (também chamado de galgo) oriunda do Reino Unido. Estes caninos são conhecidos como potentes caçadores e atletas natos de velocidade, em vista de seu físico aerodinâmico. São considerados de porte elegante e aparentemente delicado. Apesar de requererem exercício, estes cães são calmos em casa, o que os torna bons animais de companhia. De pelagem curta, lisa e fina que se apresenta em variadas cores, pode necessitar de casacos durante invernos mais rigorosos. É classificado com um cão de médio porte cujo adestramento apresenta dificuldade moderada para donos inexperientes.

## Características
De acordo com o padrão oficial da raça, os cães devem ter as seguintes características:
O Whippet é um cão relativamente fácil de se manter. Possui uma variedade imensa de cores e marcações e todas são aceitas. O tamanho de uma fêmea de Whippet está entre 44 a 47 cm de altura, medidos pela cernelha. Um exemplar macho mede de 47 a 51 cm.
O peso varia entre 10 a 18 kg. São cães leves e visivelmente mais magros que a maioria das raças, justamente por possuírem pouca camada de gordura, porém possuem musculatura bem desenvolvida, principalmente a das patas traseiras, responsáveis pelo "arranque" na corrida. 
As orelhas devem ser em formato de "rosa" e não em pé.

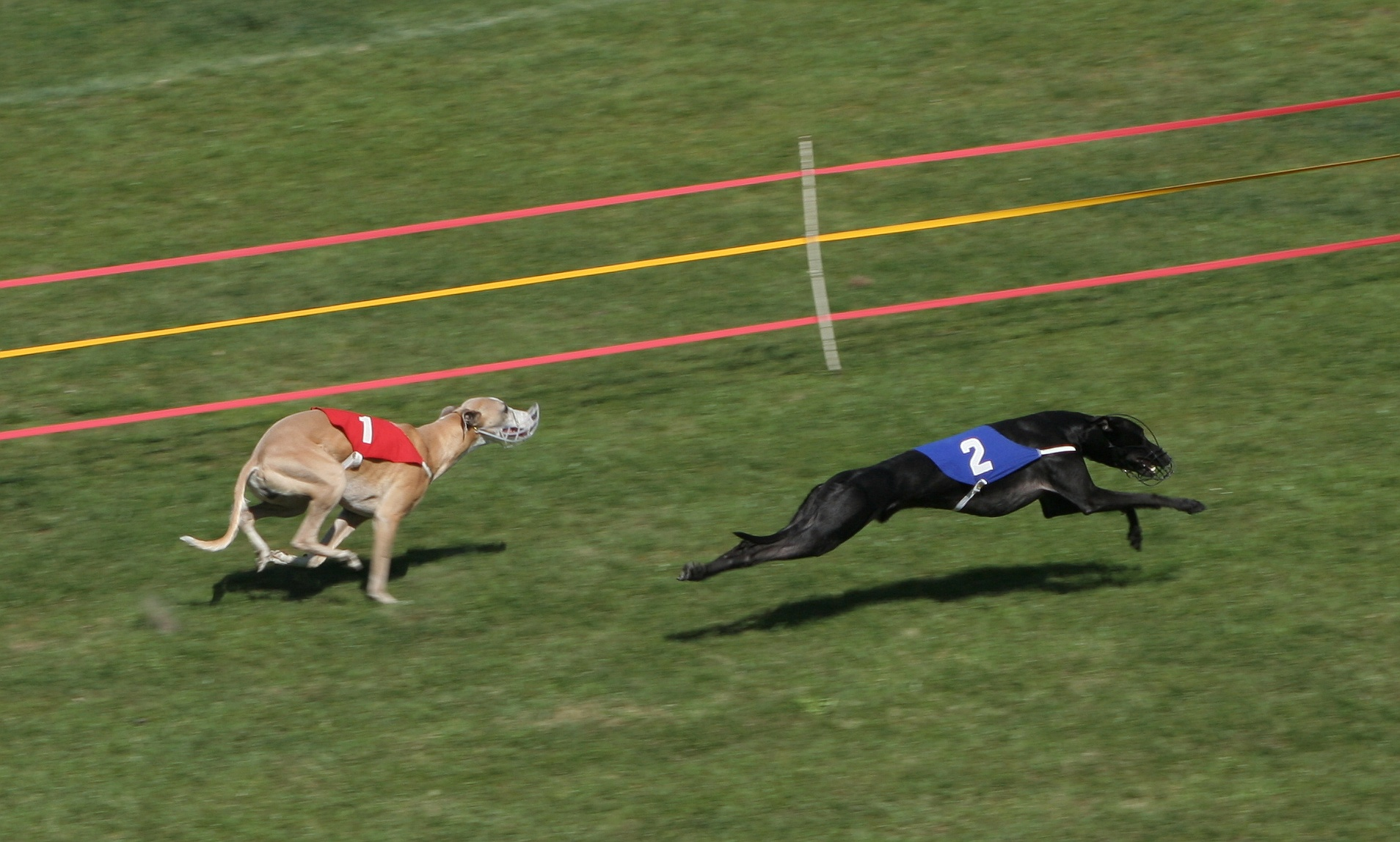
Corrida de whippets

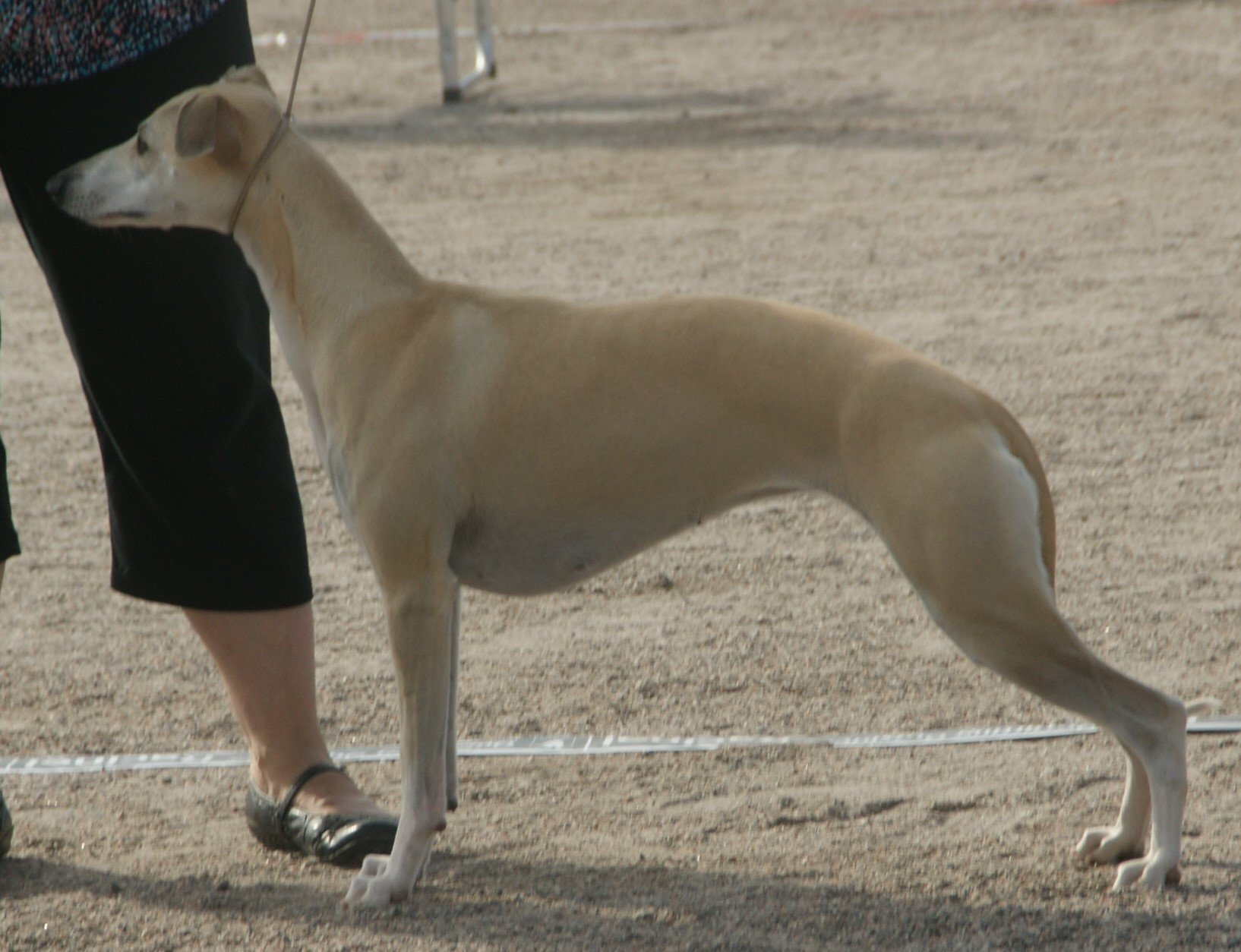
Um cão whippet fulvo

- Aparência geral: o whippet deve ter a aparência de um animal cheio de vigor e força muscular, combinados com um aspecto gracioso e uma grande elegância. O desenvolvimento muscular e o andar vigoroso são algumas das principais características da raça.
- Cabeça e crânio: a cabeça deve ser longa e seca, plana na parte superior entre as orelhas, afilando-se progressivamente até ao focinho. O stop é ligeiro, ampla entre os olhos. O nariz é negro e pode ter um tom azulado nos exemplares azuis.

- Olhos: ovais, brilhantes e de expressão viva, bem implantados.
- Orelhas: em forma de rosa, pequenas e de textura fina.
- Boca: com maxilares fortes com articulação em tesoura com dentes da mandíbula superior contra os da mandíbula inferior.
- Maxilares: fortes, com articulação em tesoura, regular e completa.
- Nariz: preto, aceitando-se despigmentação parcial.
- Pescoço: longo e musculado e ligeiramente arqueado.
- Tronco: bem definido, com caixa torácica muito profunda, costelas elásticas na articulação com o dorso. Dorso ligeiramente alongado. Garupa não escarpada.
- Ombros: oblíquos e musculados. Omoplatas alcançando a espinha dorsal.
- Membros anteriores: rectos e aprumados.
- Membros posteriores: fortes. Coxas largas. Pernas bem desenvolvidas. Joelhos bem angulados.
- Patas: bem definidas, com os dedos separados e almofadas espessas e fortes.
- Cauda: longa, curvada para cima sem ultrapassar o nível do dorso. Não deve ter franja.
- Pelagem: fina e curta.
- Cor: são permitidas todas as combinações de cor.
- Peso: machos, entre 12 e 14 kg; fêmeas, entre 9 e 12 kg.
- Altura: machos, de 47 a 51 cm; fêmeas, de 44 a 47 cm (medidas na cernelha).[3]